# Ivana Brlić-Mažuranić
Ivana Brlić-Mažuranić (1874, Ogulin–1938, Brod na Savi) fou una escriptora la família Mažuranič de la qual es coneix dins de la història de les lletres de Croàcia. La seva infantesa i posteriorment el casament l'any 1892 amb el metge Vatroslav Brlic es desenvoluparen en un ambient dedicat a les arts i la filosofia. Ivana es va elaborar principalment literatura infantil amb obres com Priče iz davnine ('Llegendes d'altres temps'), publicada a Zagreb l'any 1916, que li donaria fama amb el sobrenom de l'“Andersen croata”. Les vuit llegendes que inclou fan referència a la mitologia eslava i van lligades a una lírica que ordena els esdeveniments.